# 由布家続
由布 家続（ゆふ いえつぐ）は、戦国時代から安土桃山時代にかけての武将。戸次氏の家臣。『将士軍談』では「藤北立花両城大老一座」とされる。道雪七家老の第一座。

## 略歴
由布院山城主・由布惟克（加賀守）の子として誕生。『将士軍談』によると「大永六年（1526年）馬嶽初陣」とある。以降、従兄弟または叔父である立花道雪の下で活躍する。天正2年（1574年）に致仕したが、天正7年（1579年）6月以降、賀良山(嘉良山、唐山)西城の城番となる。この西城はのち大津留鎮忠が城番となる。
『将士軍談』によると長男・惟重は別家召し出しで大友氏に仕えたので家督は惟明が継いだ。このためか『柳河藩享保八年藩士系図・上』では惟重は登場しない。